# 九鶴駅
九鶴駅（クハクえき）は、大韓民国忠清北道堤川市鳳陽邑九鶴里にかつて存在した韓国鉄道公社の駅である。

## 路線
- 韓国鉄道公社
  - 中央線

## 駅構造
地上駅。旅客取り扱い中止後、プラットホームは撤去された。

## 歴史
- 1941年7月1日 : 普通駅として営業開始[1]
- 1951年5月20日 : 朝鮮戦争により駅舎焼失。
- 1952年4月19日 : 臨時駅舎竣工。
- 1957年10月15日 : 現在の駅舎完成。
- 2004年7月15日 : 旅客取り扱い中止。
- 2014年2月15日 : 無配置簡易駅に格下げ。
- 2021年1月5日 : 西原州駅から堤川駅までの新線切り替えに伴い廃止。

## 隣の駅
韓国鉄道公社
中央線
神林駅 - (蓮交信号場) - 九鶴駅 - (鳳陽駅) - (堤川操車場) - 堤川駅